# 三数马唐
三数马唐（学名：Digitaria ternata）为禾本科马唐属的植物。分布在非洲、印度、马来西亚以及中国大陆的云南、四川、广西等地，生长于海拔500米至2,500米的地区，多生在林地和田野，目前尚未由人工引种栽培。